# Alluvione degli Emirati Arabi Uniti del 2024
L'alluvione degli Emirati Arabi Uniti del 2024 comprende una serie di eventi alluvionali che hanno coinvolto la città di Dubai e il nord degli Emirati Arabi Uniti il 16 aprile 2024. Gli eventi hanno fatto seguito a quelle che il governo degli Emirati Arabi Uniti ha definito come le più abbondanti piogge degli ultimi 75 anni.

## Conseguenze
Le piogge hanno causato i danni più ingenti a Dubai, dove sono stati registrati numerosi allagamenti che hanno interessato centri commerciali, autostrade, case e stazioni della metropolitana. Gli allagamenti hanno anche coinvolto l’aeroporto, causando il ritardo e il dirottamento di numerosi voli verso altri aeroporti.
Gli eventi hanno causato la morte di quattro persone.
Scienziati ed esperti hanno suggerito che il riscaldamento globale abbia avuto un ruolo nel determinare l'eccezionalità degli eventi.
Le autorità di Dubai hanno dichiarato che pubblicare online immagini negative o voci sulle alluvioni danneggiando la reputazione del Paese è illegale secondo le leggi sulla cybersicurezza e che è punibile con multe fino a 1 milione di dirham.